# 전국고교축구선수권대회
전국고교축구선수권대회는 1946년 첫 대회를 개최한 국내 최고(最古)의 고교 축구대회이다.
2011년 제66회 대회를 끝으로, 2012년부터는 전국 고교 축구리그 왕중왕전과 겸하여 열린다.

## 역사
1948년, 1949년에 조선축구협회 주최로 제3회, 제4회 전국중등학교축구선수권대회가 개최되었다.
1950년에는 9월 15일부터 21일까지 제5회 전국대학, 전국중등축구선수권대회가 개최될 예정이었으나, 6.25 전쟁으로 인하여 개최되지 못한 것으로 보인다.
1952년에 대한체육회 주최 제6회 전국축구선수권 및 제1회 전국고등학교축구선수권 대회가 개최되었다.
1953년 대회는 대한축구협회 주최 종합축구선수권대회로 개최되었다.
1954년 대회는 제6회 중등, 제3회 고등, 제5회 대학 전국학생축구선수권대회로, 1955년 대회는 제7회 중등, 제4회 고등 전군축구선수권대회로 개최되었다.
1966년 대회는 전국학생종별축구선수권대회라는 명칭으로 개최되었다.
1967년 대회는 부정선수 사태로 준결승, 결승 경기가 진행되지 못했으며, 추후 동래고가 우승한 것으로 간주하였다.

1961년 대회부터 1969년 대회까지는 각각 제16회~제24회 전국중학축구선수권대회 및 제10회~제18회 전국고교축구선수권대회로 개최되었다.
1971년에는 산발적으로 실시되던 각급 대회를 통합하여 종합종별축구선수권대회라는 명칭으로 개최되었다.
1972년도에는 제27회 중등부, 제21회 고등부 대회로 불렸으며, 1973년에는 통합하여 제28회 전국중고축구선수권대회로 불렸다. 1979년 제34회부터 1985년 제40회 대회까지는 청룡기쟁탈 대회로 불리기도 하였다. 그러나 같은 시기에 또 다른 청룡기 고교축구대회가 열리기도 하였다.

### 한일고교 교환경기
이 대회의 우승팀 또는 우승팀과 준우승은 1968년부터 1976년까지 9년간 시행된 한일고교 교환경기의 한국 축구 대표팀으로 출전할 자격을 얻게 되었다. 1966년에는 대한축구협회가 대회 우승팀 대신고를 교환경기 출전팀으로 추천했는데, 전국중고축구연맹이 이에 반발하여 축구협회를 탈퇴하는 사태가 벌어졌다. 1966년 한일고교 교환경기는 결렬되었다. 1968년에는 우승팀 중동고과 준우승팀 동래고가 출전하였다. 1969년에는 일본에서 열린 대회에 우승팀 중동고가 출전하였다. 1970년에는 서울에서 대회가 열렸으며 결승에 진출한 대신고와 중앙고가 출전 자격을 얻었다. 1971년부터 1975년 대회까지는 대통령금배 대회가 한국대표 선발전 역할을 하였다.

## 역대 우승
| 횟수 | 연도 | 우승                      | 준우승                    | 최우수선수상        | 우수선수상          | 득점왕                            | 출처                 |
| ---- | ---- | ------------------------- | ------------------------- | ------------------- | ------------------- | --------------------------------- | -------------------- |
| 1회  | 1946 | 중동고등학교              | 전주농림고등학교          |                     |                     |                                   |                      |
| 2회  | 1947 | 중동고등학교              | 경신고등학교              |                     |                     |                                   |                      |
| 3회  | 1948 | 배재고등학교              | 경신고등학교              | 미상                | 미상                | 미상                              | [ 17 ]               |
| 4회  | 1949 | 경신고등학교              | 중동고등학교              | 미상                | 미상                | 미상                              | [ 18 ]               |
| 5회  | 1950 | 대회 미개최               | 대회 미개최               |                     |                     |                                   | [ 1 ]                |
| 6회  | 1951 | 대회 미개최               | 대회 미개최               |                     |                     |                                   |                      |
| 7회  | 1952 | 전주공업고등학교          | 중동고등학교              |                     |                     |                                   |                      |
| 8회  | 1953 | 전주공업고등학교          | 마산상업고등학교          | 미상                | 미상                | 미상                              | [ 19 ]               |
| 9회  | 1954 | 중동고등학교              | 배재고등학교              | 미상                | 미상                | 미상                              | [ 20 ]               |
| 10회 | 1955 | 영등포공업고등학교        | 수원고등학교              | 미상                | 미상                | 미상                              | [ 21 ]               |
| 11회 | 1956 | 중동고등학교              | 영등포공업고등학교        | 미상                | 미상                | 미상                              | [ 22 ]               |
| 12회 | 1957 | 한양공업고등학교          | 중동고등학교              | 미상                | 미상                | 미상                              | [ 23 ]               |
| 13회 | 1958 |                           |                           |                     |                     |                                   | [ 24 ]               |
| 14회 | 1959 | 동북고등학교              | 한양공업고등학교          | 미상                | 미상                | 미상                              | [ 25 ] [ 26 ] [ 27 ] |
| 15회 | 1960 | 무기한 연기 (취소로 추정) | 무기한 연기 (취소로 추정) |                     |                     |                                   | [ 28 ]               |
| 16회 | 1961 | 한양공업고등학교          | 배재고등학교              | 미상                | 미상                | 미상                              | [ 29 ]               |
| 17회 | 1962 | 동북고등학교              | 한양공업고등학교          | 미상                | 미상                | 미상                              | [ 30 ]               |
| 18회 | 1963 | 경신고등학교              | 중동고등학교              | 미상                | 미상                | 미상                              | [ 31 ]               |
| 19회 | 1964 | 한양공업고등학교          | 동북고등학교              | 미상                | 미상                | 미상                              | [ 32 ]               |
| 20회 | 1965 | 진주농림고등전문학교      | 한양공업고등학교          | 김형두 (진주농고)   | 미상                | 미상                              | [ 33 ]               |
| 21회 | 1966 | 동래고등학교              | 경남상업고등학교          | 미상                | 미상                | 미상                              | [ 34 ]               |
| 22회 | 1967 | 동래고등학교              | -                         | 미상                | 미상                | 미상                              | [ 4 ]                |
| 23회 | 1968 | 중동고등학교              | 동래고등학교              | 미상                | 미상                | 미상                              | [ 3 ]                |
| 24회 | 1969 | 중동고등학교              | 대신고등학교              | 미상                | 미상                | 미상                              | [ 35 ]               |
| 25회 | 1970 | 대신고등학교              | 중앙고등학교              | 미상                | 미상                | 미상                              | [ 36 ]               |
| 26회 | 1971 | 대신고등학교              | 경희고등학교              | 미상                | 미상                | 미상                              | [ 37 ]               |
| 27회 | 1972 | 대신고등학교              | 경신고등학교              | 미상                | 미상                | 미상                              | [ 38 ]               |
| 28회 | 1973 | 대신고등학교              | 한양공업고등학교          | 권영식 (대신고)     | 없음                | 이강민 (영남상고)                 | [ 39 ]               |
| 29회 | 1974 | 경신고등학교              | 영등포공업고등학교        | 오규상 (경신고)     | 없음                | 이상철 (경신고)                   | [ 40 ]               |
| 30회 | 1975 | 강릉상업고등학교          | 계성고등학교              | 박두만 (강릉상고)   | 없음                | 이순석 (한영고)                   | [ 41 ]               |
| 31회 | 1976 | 서울체육고등학교          | 강릉상업고등학교          | 이강석 (서울체고)   | 없음                | 이강석 (서울체고)                 | [ 42 ]               |
| 32회 | 1977 | 중앙고등학교              | 마산공업고등학교          | 정해성 (중앙고)     | 없음                | 김경진 (경북체고)                 | [ 43 ]               |
| 33회 | 1978 | 한양공업고등학교          | 용문고등학교              | 정환식 (한양공고)   | 없음                | 강영범 (광운전공고)               | [ 44 ]               |
| 34회 | 1979 | 중대부속고등학교          | 남강고등학교              | 김태권 (중대부고)   | 미상                | 미상                              | [ 45 ]               |
| 35회 | 1980 | 신흥실업고등학교          | 부산상업고등학교          | 이경남 (신흥실고)   | 없음                | 최수동 (대륜고) 권재한(경신고)    | [ 46 ]               |
| 36회 | 1981 | 안양공업고등학교          | 강릉상업고등학교          | 이정규 (안양공고)   | 없음                | 김승춘 (동북고)                   | [ 47 ]               |
| 37회 | 1982 | 안양공업고등학교          | 용문고등학교              | 이태형 (안양공고)   | 없음                | 유병조 (영등포공고)               | [ 48 ]               |
| 38회 | 1983 | 한양공업고등학교          | 청구고등학교              | 김동훈 (한양공고)   | 없음                | 박창현 (청구고)                   | [ 49 ]               |
| 39회 | 1984 | 안양공업고등학교          | 대신고등학교              | 이정호 (안양공고)   | 없음                | 김광진 (안양공고)                 | [ 50 ]               |
| 40회 | 1985 | 풍생고등학교              | 숭실고등학교              | 오성민 (풍생고)     | 없음                | 김상문 (숭실고)                   | [ 51 ]               |
| 41회 | 1986 | 대신고등학교              | 풍생고등학교              | 미상                | 미상                | 미상                              | [ 52 ]               |
| 42회 | 1987 | 대구공업고등학교          | 숭실고등학교              | 신태용 (대구공고)   | 없음                | 전보기 (배재고)                   | [ 53 ]               |
| 43회 | 1988 | 부평고등학교              | 통진종합고등학교          | 김호철 (부평고)     | 없음                | 최동욱 (수원공고)                 | [ 54 ]               |
| 44회 | 1989 | 풍생고등학교              | 강릉상업고등학교          | 김영삼 (풍생고)     | 유창구 (강릉상고)   | 유익상 (풍생고)                   | [ 55 ]               |
| 45회 | 1990 | 부평고등학교              | 중동고등학교              | 곽경근 (부평고)     | 최승철 (중동고)     | 이용하 (군산제일고)               | [ 56 ]               |
| 46회 | 1991 | 풍생고등학교              | 중동고등학교              | 박광연 (풍생고)     | 송영범 (중동고)     | 안성수 (풍생고)                   | [ 57 ]               |
| 47회 | 1992 | 통진종합고등학교          | 문일고등학교              | 주용선 (통진종고)   | 최윤섭 (문일고)     | 이경주 (통진종고)                 | [ 58 ]               |
| 48회 | 1993 | 운봉공업고등학교          | 문일고등학교              | 장대일 (운봉공고)   | 이승훈 (문일고)     | 없음                              | [ 59 ]               |
| 49회 | 1994 | 문일고등학교              | 부평고등학교              | 성한수 (문일고)     | 김남일 (부평고)     | 이종로 (부평고)                   | [ 60 ]               |
| 50회 | 1995 | 한양공업고등학교          | 문일고등학교              | 이관우 (한양공고)   | 박병주 (문일고)     | 정영진 (학성고)                   | [ 61 ]               |
| 51회 | 1996 | 안동고등학교              | 문일고등학교              | 이정민 (안동고)     | 정승모 (문일고)     | 김인기 (문일고)                   | [ 62 ]               |
| 52회 | 1997 | 문일고등학교              | 원주공업고등학교          | 정주하 (문일고)     | 원준열 (원주공고)   | 정주하 (문일고)                   | [ 63 ]               |
| 53회 | 1998 | 강릉농공고등학교          | 배재고등학교              | 이정운 (강릉농공고) | 차두리 (배재고)     | 차두리 (배재고) 도화성 (부평고)   | [ 64 ]               |
| 54회 | 1999 | 강동고등학교              | 청구고등학교              | 이동준 (강동고)     | 신동근 (청구고)     | 김완수 (청구고)                   | [ 65 ]               |
| 55회 | 2000 | 강릉농공고등학교          | 광양제철고등학교          | 전승현 (강릉농공고) | 이진석 (광양제철고) | 윤화평 (강릉농공고)               | [ 66 ]               |
| 56회 | 2001 | 동북고등학교              | 포항제철공업고등학교      | 이동원 (동북고)     | 권석근 (포철공고)   | 최영진 (동북고)                   | [ 67 ]               |
| 57회 | 2002 | 수원공업고등학교          | 강릉농공고등학교          | 오창식 (수원공고)   | 김태진 (강릉농공고) | 김민호 (수원공고) 김영철 (풍생고) | [ 68 ]               |
| 58회 | 2003 | 청주대성고등학교          | 대동정보산업고등학교      | 김석중 (청주대성고) | 류형렬 (대동정산고) | 이수민 (대륜고)                   | [ 69 ]               |
| 59회 | 2004 | 풍생고등학교              | 포항제철공업고등학교      | 조계진 (풍생고)     | 없음                | 김오성 (묵호고)                   | [ 70 ]               |
| 60회 | 2005 | 거제고등학교              | 광양제철고등학교          | 정선비 (거제고)     | 공영선 (광양제철고) | 박종윤 (거제고)                   | [ 71 ]               |
| 61회 | 2006 | 장훈고등학교              | 부경고등학교              | 김동섭 (장훈고)     | 김동기 (부경고)     | 박동원 (포철공고)                 | [ 72 ]               |
| 62회 | 2007 | 언남고등학교              | 보인고등학교              | 최정한 (언남고)     | 없음                | 정성민 (강릉농공고)               | [ 73 ]               |
| 63회 | 2008 | 이리고등학교              | 통영고등학교              | 최우리 (이리고)     | 현정진 (통영고)     | 최우리 (이리고)                   |                      |
| 64회 | 2009 | 광양제철고등학교          | 배재고등학교              | 이중권 (광양제철고) | 금교진 (배재고)     | 지동원 (광양제철고)               |                      |
| 65회 | 2010 | 금호고등학교              | 전주공업고등학교          | 남기열 (금호고)     | 황인모 (전주공고)   | 김영승 (신갈고)                   |                      |
| 66회 | 2011 | 광양제철고등학교          | 삼일공업고등학교          | 박종원 (광양제철고) | 강태웅 (삼일공고)   | 이진재 (광양제철고)               |                      |